# Kerry-Anne Guse
Kerry-Anne Guse (* 4. Dezember 1972 in Brisbane) ist eine ehemalige australische Tennisspielerin.

## Karriere
Im Alter von 15 Jahren wechselte Guse auf die Profitour und spielte dort bis 2001. Sie bevorzugte für ihr Spiel den Rasenplatz. In ihrer Karriere gewann sie insgesamt sechs Doppeltitel auf der WTA Tour sowie sieben Einzel- und 34 Doppeltitel auf dem ITF Women’s Circuit.
In den Jahren 1997 und 1998 kam sie auf fünf Einsätze (drei Siege) für die australische Fed-Cup-Mannschaft.

## Turniersiege

### Doppel
| Nr. | Datum              | Turnier    | Kategorie   | Belag           | Partnerin        | Finalgegnerinnen              | Ergebnis      |
| --- | ------------------ | ---------- | ----------- | --------------- | ---------------- | ----------------------------- | ------------- |
| 1.  | 21. Juli 1991      | San Marino | WTA Tier V  | Sand            | Akemi Nishiya    | Laura Garrone Mercedes Paz    | 6:0, 6:3      |
| 2.  | 17. September 1995 | Nagoya     | WTA Tier IV | Teppich (Halle) | Kristine Radford | Rika Hiraki Park Sung-hee     | 6:4, 6:4      |
| 3.  | 13. Oktober 1996   | Surabaya   | WTA Tier IV | Hartplatz       | Alexandra Fusai  | Tina Križan Noëlle van Lottum | 6:4, 6:4      |
| 4.  | 27. April 1997     | Jakarta    | WTA Tier IV | Hartplatz       | Kristine Radford | Lenka Němečková Yuka Yoshida  | 6:4, 5:7, 7:5 |
| 5.  | 18. Mai 1997       | Cardiff    | WTA Tier IV | Sand            | Debbie Graham    | Julie Pullin Lorna Woodroffe  | 6:3, 6:4      |
| 6.  | 28. September 1997 | Surabaya   | WTA Tier IV | Hartplatz       | Rika Hiraki      | Maureen Drake Renata Kolbovic | 6:1, 7:6      |